# Jean-Pierre Amat
Pour les articles homonymes, voir Amat.
Jean-Pierre Amat est un tireur à la carabine français, né le 13 juin 1962 à Chambéry. Il a commencé le tir sportif en 1976 à l'âge de 14 ans et a commencé à fréquenter les pas de tir internationaux dès le début des années 1980. 
Il a arrêté sa carrière internationale en 2002 à la suite des championnats du monde, après une carrière longue et dotée d'un impressionnant palmarès : champion olympique, champion du monde et trois fois champion d’Europe (sans compter les nombreuses médailles internationales et multiples titres de champion de France), Jean-Pierre Amat a gagné tout ce qui était possible dans le tir à la carabine, et reste un personnage emblématique du Tir à la carabine français. 
Il a été l’entraîneur de l’équipe de Chine de biathlon en section tir. 
En avril 2023, il est nommé entraîneur de tir de l’équipe française masculine de biathlon, succédant à Patrick Favre.
Il est actuellement président du Tir olympique savoisien. Ce club, regroupant des pratiquants chambériens de tir sportif (carabine, pistolet et arbalète), a été fondé en 1992. Il utilise deux installations à Chambéry, une dans les locaux du Forum aux Hauts-de-Chambéry, l'autre au stand de tir des Charmettes. 
Il est père de trois enfants.

## Palmarès

### Jeux olympiques
- Jeux olympiques d'été de 1992 à Barcelone (Espagne):
  - Quatrième du tir à la carabine à 10 mètres
- Jeux olympiques d'été de 1996 à Atlanta (États-Unis):
  -  Médaille d'or du tir à la carabine (3 × 40) à 50 mètres (3 positions)
  -  Médaille de bronze du tir à la carabine à 10 mètres

### Championnats du monde de tir
- Championnats du monde de tir de 1985:
  -  Médaille d'or à la carabine à 10 mètres par équipes
- Championnats du monde de tir de 1989:
  -  Médaille d'or à la carabine à 10 mètres
  -  Médaille d'or à la carabine à 10 mètres par équipes
- Championnats du monde de tir de 1990:
  - Quatrième du tir à la carabine à 10 mètres
- Championnats du monde de tir de 1998:
  -  Médaille d'argent à la carabine (3 × 40) à 50 mètres (3 positions) par équipes
  -  Médaille de bronze du tir à la carabine 60 balles couché

### Championnats d'Europe de tir
- Championnats d'Europe de tir de 1986:
  -  Médaille d'or à la carabine à 10 mètres par équipes
  -  Médaille d'argent à la carabine à 10 mètres
- Championnats d'Europe de tir de 1990:
  -  Médaille d'or à la carabine à 10 mètres
  -  Médaille de bronze du tir à la carabine à 10 mètres par équipes
- Championnats d'Europe de tir de 1991:
  -  Médaille d'or à la carabine à 10 mètres
  -  Médaille de bronze du tir à la carabine à 10 mètres par équipes
- Championnats d'Europe de tir de 1993:
  -  Médaille de bronze du tir à la carabine à 10 mètres par équipes
- Championnats d'Europe de tir de 1995:
  -  Médaille d'argent à la carabine (3 × 40) à 50 mètres (3 positions)
  -  Médaille d'argent à la carabine (3 × 40) à 50 mètres (3 positions) par équipes
- Championnats d'Europe de tir de 1996:
  -  Médaille d'argent à la carabine à 10 mètres par équipes
- Championnats d'Europe de tir de 1997:
  - Quatrième du tir à la carabine (3 × 40) à 50 mètres (3 positions)
- Championnats du monde de tir de 1998:
  -  Médaille d'argent à la carabine à 10 mètres par équipes
- Championnats d'Europe de tir de 1999:
  -  Médaille d'or à la carabine 60 balles couché par équipes
  -  Médaille de bronze du tir à la carabine à 10 mètres
  -  Médaille de bronze du tir à la carabine à 10 mètres par équipes
- Championnats d'Europe de tir de 2000:
  -  Médaille d'or à la carabine à 10 mètres

### Championnats de France de tir
- Multiple champion de France de tir à la carabine à 10 mètres: dont 1994, 1995, 1996 et 1997
- Champion de France 3 × 40 à 300 m

Il a réussi trois fois le triplé parfait : Titres de Champion de France à la carabine dans les trois disciplines olympiques la même année.

### Coupe du monde de tir
- 7 fois vainqueur en tir à la carabine à 10 mètres.

### Records personnels
- 10 m : 596/600 pts (2000, record de France), ancien recordman du monde à la carabine à 10 mètres en 1989 et 1990 (594/600 puis 596/600)
- 3 × 40 : 1178/1200 pts (1999)
- 60 balles couché : 600/600 pts (1994, co-record du monde), 1er tireur Français à avoir accompli un score parfait en 60 balles couché (match Anglais)

## Récompenses
- Prix Claude Foussier de l'Académie des sports en 1996, pour son titre olympique individuel.